# Нива (стадіон, Вінниця)
Спортивний комплекс «Нива» — футбольний стадіон у Вінниці, Україна. Комплекс був відкритий 9 травня 2010 року і належить ФК «Нива».

## Опис
Крім основного поля є два міні-майданчики (20 х 40 м), критий спортивний зал і басейн, адміністративна будівля з офісами і конференц-зали, трьох поверхова будівля, яке включає в себе невеликий готель для футболістів (20 номерів), роздягальня і душова, кімната для рефері, журналістів та VIP-ложі, фітнес-зал і клуб сувенірний магазин. Також є ресторан, літнє кафе, фан-бар, дитячий майданчик, парковка на 100 машин.

### Стадіон
Поле п'ятого покоління зі штучним покриттям 105 х 68 метрів. Є шість прожекторних щогл з освітленням у 1200 люкс і електронне табло.
Загальна кількість посадкових місць становить 3 282 включаючи «сонячну» трибуну з 1 512, «тіньові» трибуни з 918 і 852 місцями у загальній складності за футбольними воротами.